# Middletown (Maryland)
Middletown is een plaats (town) in de Amerikaanse staat Maryland, en valt bestuurlijk gezien onder Frederick County.

## Demografie
Bij de volkstelling in 2000 werd het aantal inwoners vastgesteld op 2668.
In 2006 is het aantal inwoners door het United States Census Bureau geschat op 2856, een stijging van 188 (7,0%).

## Geografie
Volgens het United States Census Bureau beslaat de plaats een oppervlakte van
4,4 km², geheel bestaande uit land. Middletown ligt op ongeveer 205 m boven zeeniveau.

## Plaatsen in de nabije omgeving
De onderstaande figuur toont nabijgelegen plaatsen in een straal van 12 km rond Middletown.